# Kettős falhéjú szerkezet

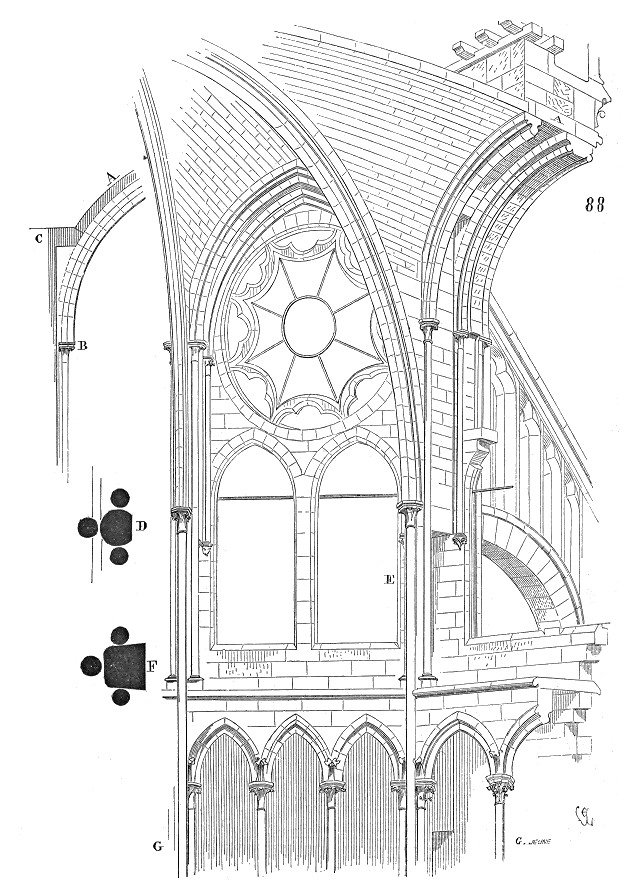
Az auxerre-i Saint Etienne-székesegyház szentélyének falszerkezete. Viollet-le-Duc rajza

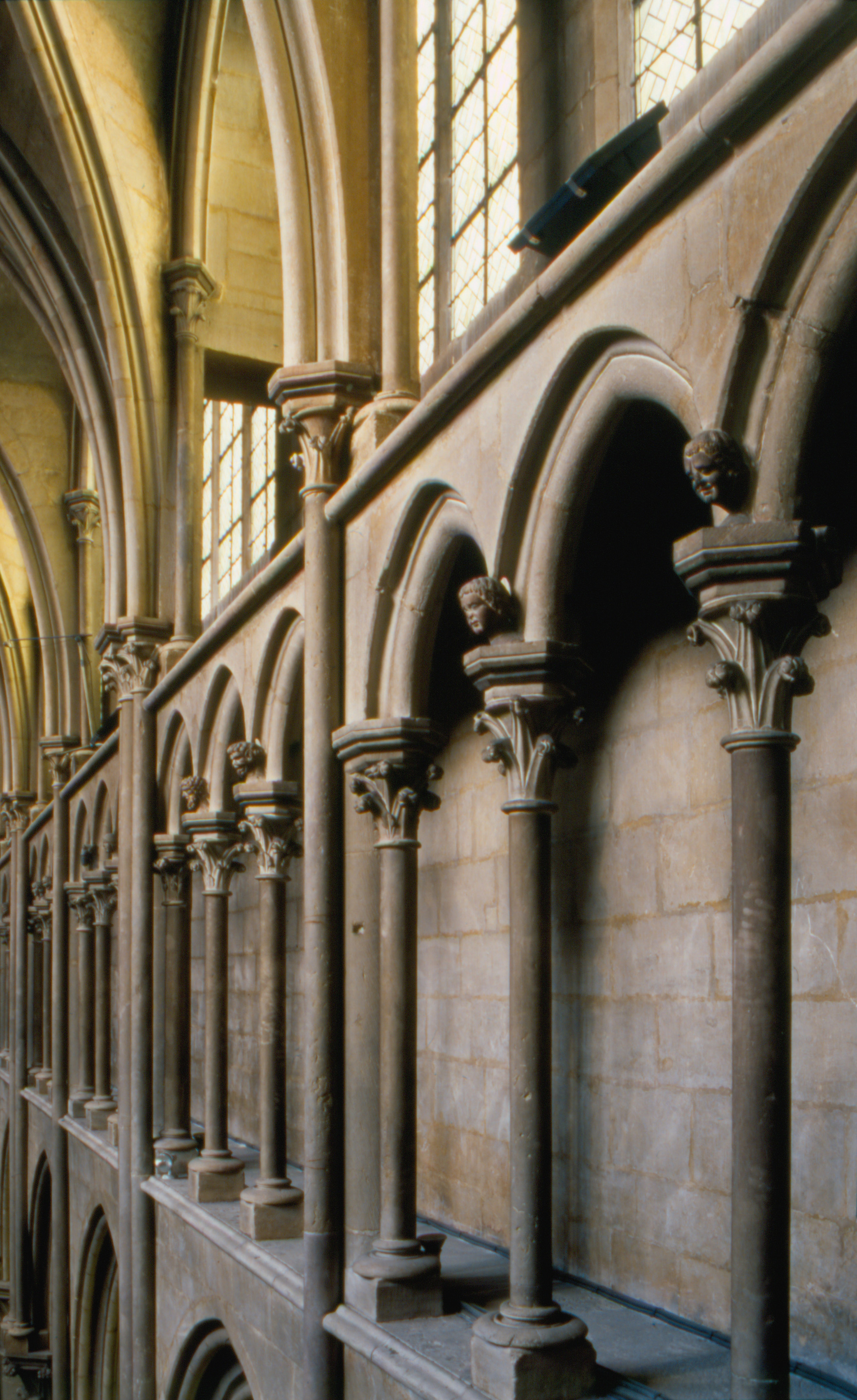
Dijon, Notre Dame-plébániatemplom. A főhajó déli fala a trifórium és az ablakzóna faltagolásával

A kettős falhéjú szerkezet (Zweischaliges System (német) / mur mince (francia) / double-wall system (angol)) a vázszerkezetes építési mód kialakulásával összefüggő, a 12. század utolsó negyedétől igazolható gótikus falszerkezet, melynél maga a fal a tömör lábazati zóna vagy az árkádvállak kitöltése fölött lényegében megszűnik, pontosabban a külső kváderburkolatra, illetve a belső falsíkon és előtte elhelyezkedő függőleges faltagolóelemekre redukálódik.
Ismertek olyan példák is, ahol a tömör lábazat elmarad és a szerkezet a teljes falmagasságot átfogva a padlószintről indul. A kettős falhéjú építési mód feltétele a külső támrendszer, amely átveszi a hiányzó fal tartófunkcióját. A szerkezethez legtöbbször hozzátartoznak a falmag helyén, a falhéjak között különböző magasságban húzódó külső és belső faljáratok, trifóriumok, ablakzónafolyosók. Ezek elterjedését a francia tartományokban és Európa-szerte Pierre Héliot térképezte fel. A boltozat terhét a támívekhez és támpillérekhez a fal szélességében haránt irányú falnyelvek közvetítik. A külső kváderburkot szakaszonként széles, rendszerint a teljes támközt kitöltő ablakok törik át. A későbbi példáknál a trifórium hátfalán is ablakzóna helyezkedik el. A belső falhéj rácsszerkezetes tagolását a karcsú, boltozattartó támkötegek mellett a lábazati zóna vakárkádsorának támjai vagy a trifórium oszlopai adják. Emellett, elsősorban normandiai és angol példákon a belső ablakzónafolyosó előtt is szerepelhetnek függőleges váztagozatok, később pedig az ablakmérmű ismétlődik a belső falsíkon – üvegezés nélkül.